# Taklag
Taklag (synonymer: takstomme, takresning, takröste) är den bärande konstruktionen i ett yttertak. Taklaget kan bestå av takstolar, takåsar och takpanel.